# 奥斯瓦尔多·安德列·科赫纳
奥斯瓦尔多·安德列·科赫纳（Osvaldo Andres Cohener，1971年5月2日—），是已退役的巴拉圭职业足球运动员，司职前锋，曾经代表巴拉圭国家队参加过一场世界杯南美区预选赛。
1998年他来到中国加盟上海申花，不过几个月后由于巴西主教练墨里西上任时引进巴西外援而被弃用，转而加盟了同城上海航星队。赛季结束后，航星降级，与上海浦东合并，奥斯瓦尔多也离开了中国。
1. ↑  .   [2009-12-30]. （原始内容存档于2013-07-01）.